# Hoplichthys ogilbyi
Hoplichthys ogilbyi är en fiskart som beskrevs av Mcculloch, 1914. Hoplichthys ogilbyi ingår i släktet Hoplichthys och familjen Hoplichthyidae. Inga underarter finns listade i Catalogue of Life.